# The Legend Lives On
The Legend Lives On – koncertowe DVD amerykańskiego muzyka Raya Charlesa, wydane w 2008 roku. Piosenki na nim przedstawione wykonane zostały podczas różnych koncertów. Na DVD znajdują się m.in. „What’d I Say” wykonana w programie telewizyjnym Eda Sullivana, „Mess Around” zarejestrowana podczas występu Charlesa przed ogromną publicznością w wielkiej sali koncertowej, a także klasyk Hanka Williamsa „Jambalaya”, wykonany wspólnie przez Raya, Fatsa Domino i Jerry’ego Lee Lewisa. Podczas wszystkich tych występów na scenie muzykowi towarzyszył jego zespół oraz The Raelettes.
W 2008 pod tytułem The Legend Lives On ukazał się również kompilacyjny album oraz box set, The Legend Lives On.

## Lista utworów
1. „Let the Good Times Roll”
2. „Mess Around”
3. „What’d I Say”
4. „Then We’ll Be Home”
5. „I Got a Woman”
6. „A Fool for You”
7. „Busted”
8. „Since You’ve Been Gone”
9. „Mississippi Mud”
10. „Lewis Boogie”
11. „Just for a Thrill”
12. „Jambalaya”
13. „You Made Me Love You”
14. „Swanee River Rock”